# WBXML
WBXML (WAP Binary XML) je standard pro kompaktní binární kódování XML dokumentů navržený pro přenos mobilními sítěmi s omezenou přenosovou rychlostí. Standard vyvinulo WAP Forum a od roku 2002 je udržován sdružením Open Mobile Alliance jako standard navržený jako přídavek k rodině standardů Wireless Application Protocol od konsorcia W3C. Dokumenty ve formátu WBXML používají MIME typ application/vnd.wap.wbxml.
WBXML používají některé mobilní telefony. Jeho použití zahrnuje Exchange ActiveSync pro synchronizaci adresáře, kalendáře, vyzvánění, e-mailů a konfigurace zařízení, SyncML pro přenos adresářových a kalendářních dat, Wireless Markup Language, Wireless Village, kontrolu práv OMA DRM a Over-the-air programming pro přenos síťového nastavení do telefonu.